# Гури (Нижньосілезьке воєводство)
Гури (пол. Góry) — село в Польщі, у гміні Цешкув Мілицького повіту Нижньосілезького воєводства.
Населення — 243 особи (2011).
У 1975-1998 роках село належало до Вроцлавського воєводства.

## Демографія
Демографічна структура станом на 31 березня 2011 року:
|          | Загалом | Допрацездатний вік | Працездатний вік | Постпрацездатний вік |
| -------- | ------- | ------------------ | ---------------- | -------------------- |
| Чоловіки | 119     | 25                 | 84               | 10                   |
| Жінки    | 124     | 27                 | 75               | 22                   |
| Разом    | 243     | 52                 | 159              | 32                   |